# Kneževina Lucca i Piombino
Kneževinu Lucca i Piombino stvorio je u srpnju 1805. Napoleon Bonaparte za svoju voljenu sestru Elisu Bonaparte. Bila je to država smještena na središnjem talijanskom poluotoku (današnja Italija), koja je odgovarala potrebama napoleonske Francuske.

## Formiranje
Država je rezultat aneksije Kneževine Lucca (približno 22. lipnja 1805.), bivše Republike Lucca i okupirane od Francuske od kraja 1799., te drevne Kneževine Piombino, s Elisom princezom Piombina od tog ožujka. Tada su kombinirane kneževine vladane kao jedinstvena monarhija. Elisa je bila vladajuća princeza od Piombina i Lucce. Njezin suprug Felice Pasquale Baciocchi postao je naslovni princ od Piombina.

## Vladavina
Ustav kneževine napisao je Napoleon 22. lipnja (1805.), uspostavljajući Državno vijeće za pomoć princezi i zakonodavni Senat.
Kneževina je usvojila francuski franak kao svoju valutu, iako je kovano malo posebnih lokalnih novčića.
Dana 3. ožujka 1809. godine, kao dio Ugovora iz Fontainebleaua, njezin brat Napoleon stvorio je Veliko vojvodstvo Toskane, a Elisa je vladala kao velika vojvotkinja cijele Toskane iz Firence. Regija je bila pripojena Francuskom carstvu prije dvije godine, od bivšeg Kraljevstva Etrurije (1801-1807). Odsad su Kneževina Lucca i Piombino postale dijelom Velikog vojvodstva Toskane, a posljedično i teritorijom Prvog francuskog carstva. Kneževina je imala poseban status i dobila je prefekta (Antoine-Marie-Pierre de Hautmesnil). Međutim, teritorij nikada nije postao francuskim departmanom.

## Kraj
1814. carska austrijska vojska zauzela je Luccu, završavajući francusku kontrolu padom Napoleona. Prema bečkom kongresu Piombino je dodijeljeno Velikom vojvodstvu Toskani, a Elba protjeranom Napoleonu.
Lucca je vraćena u status odvojene države kao vojvodstvo Lucca (1815–1847). Bečki kongres (1814. – 1815.) dao je vojvodstvo prognanoj španjolskoj Borbónkinji Mariji Lujzi (1782. – 1824.), koja je postala vojvotkinja od Lucce i zanemarila ustav koji joj je Kongres nametnuo i vladala apsolutistički.